# Robie Lester
Robie Lester (23 mars 1925-14 juin 2005) est une actrice et chanteuse américaine. 

## Biographie
Roberta Lester est née le 23 mars 1925 à Megargel au Texas. Ses parents vivent en Ontario au Canada avant d'installer à Détroit, Michigan. Roberta rejoint l'United States Air Corps puis étudie à l'Université de Californie à Los Angeles la musique.
Elle débute dans les années 1960 une carrière d'actrice vocale dans les publicités comme celle des céréales Kellogg's. Peu après elle signe en 1965 un contrat avec Disneyland Records pour être la narratrice d'une série d'albums, Storyteller Series et Disney Read-Along, reprenant les histoires des longs métrages d'animation de Disney,,. Les frères Sherman lui offrent la partie chantée de Duchesse dans le film Les Aristochats car Eva Gabor ne le fait pas ainsi que l'ensemble du personnage, voix parlée et chantée sur l’album du film.
Elle est aussi la voix chantée de Bianca dans Les Aventures de Bernard et Bianca (1977).
Elle est décédée le 14 juin 2005 à Burbank en Californie.

## Filmographie
- 1970 : Les Aristochats (The AristoCats) : Duchesse (voix chantée)
- 1977 : Les Aventures de Bernard et Bianca (The Rescuers) : Bianca (voix chantée)